# Chavarriella cohibita
Chavarriella cohibita là một loài bướm đêm trong họ Geometridae.